# Atarjea
Atarjea – meksykańskie miasto i gmina położona w najbardziej wysuniętym na wschód regionie stanu Guanajuato. Gmina ma powierzchnię 318 kilometrów kwadratowych (1,04% powierzchni stanu) i od północy graniczy ze stanem San Luis Potosí, od wschodu i południa ze stanem Querétaro, a od zachodu z Xichú. Według spisu ludności z 2005 roku gmina liczyła 5 198 mieszkańców.
Nazwa gminy pochodzi z języka plemienia Otomi i oznacza „Gdzie idą napić się wody”.
Prezydentem miasta Atarjea i wielu mniejszych gmin jest Guadalupe Flores Loyola.
Miejscowości w Atarjea
| Miejscowość   | Populacja | Szerokość geograficzna | Długość geograficzna |
| ------------- | --------- | ---------------------- | -------------------- |
| El Carricillo | 589       | 21 ° 18'56 "N          | 99 ° 50'00 "W        |
| Atarjea       | 380       | 21 ° 16'04 "N          | 99 ° 43'06 "W        |
| Aldama        | 348       | 21 ° 10'41 "N          | 99 ° 50'06 "W        |
| Álamos        | 289       | 21 ° 13'56 "N          | 99 ° 48'08 "W        |
| Mangas Cuatas | 258       | 21 ° 15'31 "N          | 99 ° 45'46 "W        |
| La Tapona     | 255       | 21 ° 11'04 "N          | 99 ° 52'20 "W        |